# NGC 2244
NGC 2244 (také známá jako NGC 2239 nebo Caldwell 50) je otevřená hvězdokupa v souhvězdí Jednorožce vzdálená přibližně 5 200 světelných let. Je úzce spojena s okolní mlhovinou NGC 2237, protože její hvězdy vznikly z hmoty této mlhoviny. Hvězdokupě vévodí několik hvězd typu O, což jsou velmi horké hvězdy, které vytváří velké množství záření a hvězdného větru.

## Pozorování

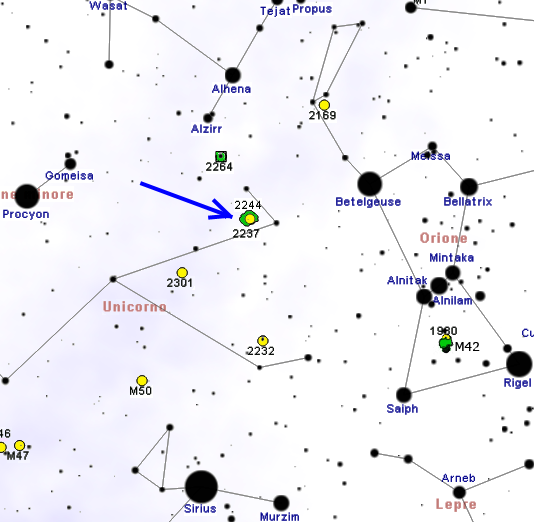
Poloha NGC 2244 v souhvězdí Jednorožce

Hvězdokupa uprostřed mlhoviny je viditelná i v triedru a docela dobře viditelná v malém dalekohledu, zatímco vizuální pozorování samotné mlhoviny je mnohem obtížnější a vyžaduje dalekohled s malým zvětšením. Důležitou podmínkou k jejímu spatření je tmavá obloha bez světelného znečištění. Pozorování mlhoviny velmi usnadní UHC nebo OIII filtr. Mlhovinu lze dokonce spatřit pouze přes UHC filtr držený před okem.
Zachycení mlhoviny fotograficky je mnohem jednodušší a je to jediný způsob, jak zaznamenat její červený odstín, který není vizuálně pozorovatelný.

## Galerie obrázků

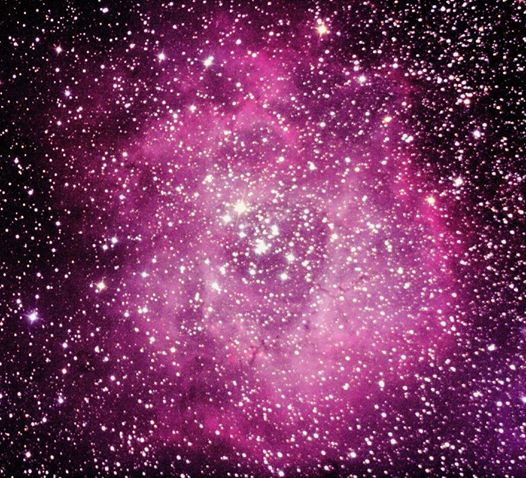
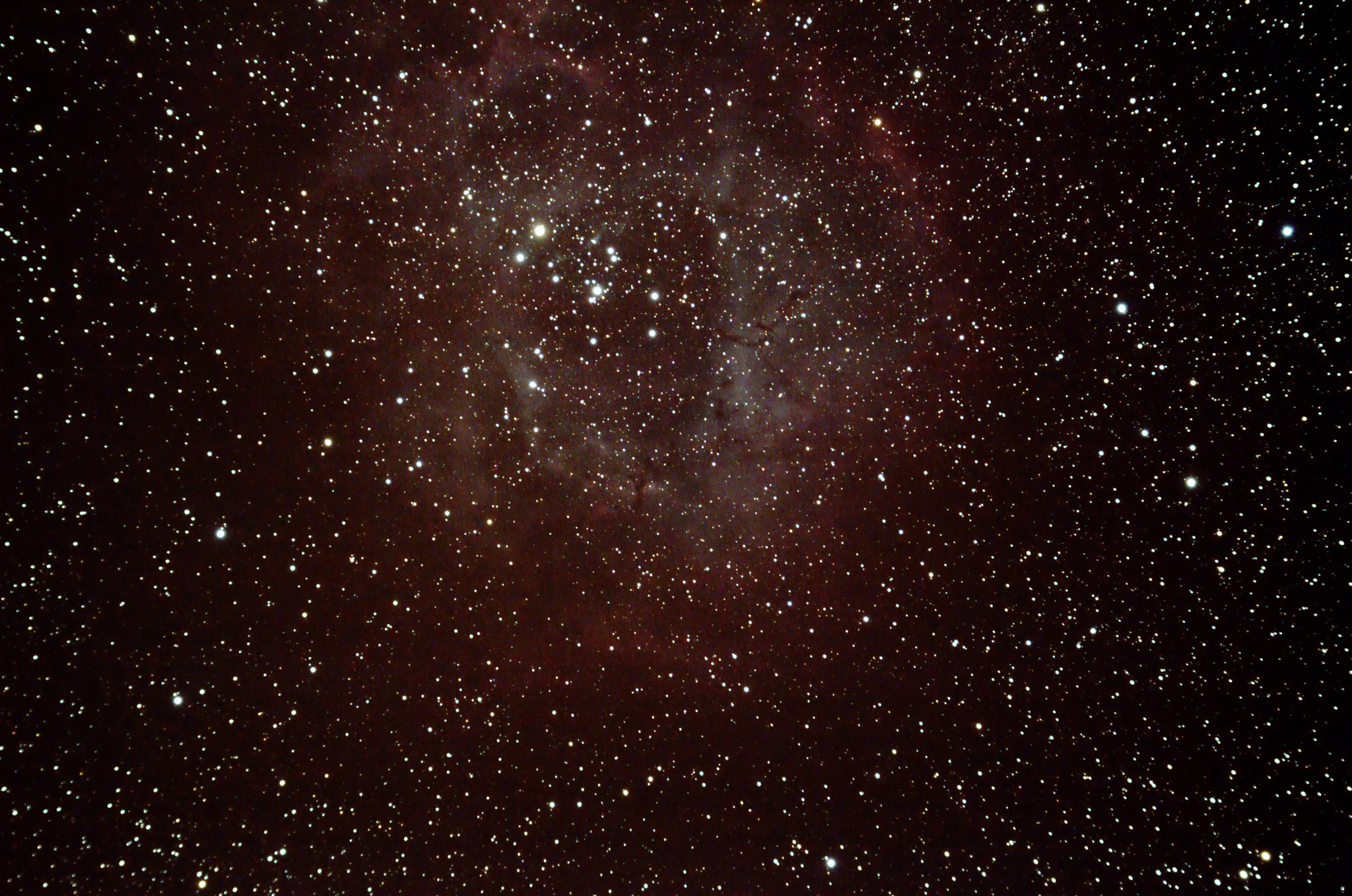

## Vlastnosti
Stáří této hvězdokupy se odhaduje na méně než 5 milionů let. Její nejjasnější hvězdy jsou HD 46223 a HD 46150, první je spektrální třídy O4V, je 400 000krát jasnější a přibližně 50krát hmotnější než Slunce, druhá je spektrální třídy O5V, je 450 000krát jasnější a přibližně 60krát hmotnější než Slunce a možná je dvojhvězdou.